# Lucenay
Lucenay és un municipi francès situat al departament del Roine i a la regió d'Alvèrnia-Roine-Alps. L'any 2007 tenia 1.581 habitants.

## Demografia

### Població
El 2007 la població de fet de Lucenay era de 1.581 persones. Hi havia 591 famílies de les quals 106 eren unipersonals (32 homes vivint sols i 74 dones vivint soles), 198 parelles sense fills, 243 parelles amb fills i 44 famílies monoparentals amb fills.
La població ha evolucionat segons el següent gràfic:
Habitants censats

### Habitatges
El 2007 hi havia 648 habitatges, 599 eren l'habitatge principal de la família, 37 eren segones residències i 12 estaven desocupats. 605 eren cases i 42 eren apartaments. Dels 599 habitatges principals, 495 estaven ocupats pels seus propietaris, 79 estaven llogats i ocupats pels llogaters i 25 estaven cedits a títol gratuït; 1 tenia una cambra, 17 en tenien dues, 70 en tenien tres, 146 en tenien quatre i 366 en tenien cinc o més. 452 habitatges disposaven pel capbaix d'una plaça de pàrquing. A 210 habitatges hi havia un automòbil i a 344 n'hi havia dos o més.

### Piràmide de població
La piràmide de població per edats i sexe el 2009 era:
| Homes | Edats   | Dones |
| ----- | ------- | ----- |
| 0     | 95 o +  | 0     |
| 0     | 90 a 94 | 8     |
| 4     | 85 a 89 | 12    |
| 8     | 80 a 84 | 0     |
| 16    | 75 a 79 | 40    |
| 24    | 70 a 74 | 32    |
| 32    | 65 a 69 | 32    |
| 32    | 60 a 64 | 24    |
| 24    | 55 a 59 | 36    |
| 60    | 50 a 54 | 56    |
| 80    | 45 a 49 | 72    |
| 32    | 40 a 44 | 40    |
| 60    | 35 a 39 | 56    |
| 48    | 30 a 34 | 56    |
| 16    | 25 a 29 | 20    |
| 52    | 20 a 24 | 64    |
| 68    | 15 a 19 | 52    |
| 36    | 10 a 14 | 32    |
| 48    | 5 a 9   | 40    |
| 36    | 0 a 4   | 36    |

## Economia
El 2007 la població en edat de treballar era de 1.024 persones, 782 eren actives i 242 eren inactives. De les 782 persones actives 726 estaven ocupades (383 homes i 343 dones) i 56 estaven aturades (22 homes i 34 dones). De les 242 persones inactives 95 estaven jubilades, 79 estaven estudiant i 68 estaven classificades com a «altres inactius».

### Ingressos
El 2009 a Lucenay hi havia 621 unitats fiscals que integraven 1.728 persones, la mediana anual d'ingressos fiscals per persona era de 23.392 €.

### Activitats econòmiques
Dels 83 establiments que hi havia el 2007, 2 eren d'empreses alimentàries, 2 d'empreses de fabricació d'altres productes industrials, 23 d'empreses de construcció, 15 d'empreses de comerç i reparació d'automòbils, 2 d'empreses de transport, 2 d'empreses d'hostatgeria i restauració, 1 d'una empresa d'informació i comunicació, 6 d'empreses financeres, 3 d'empreses immobiliàries, 14 d'empreses de serveis, 8 d'entitats de l'administració pública i 5 d'empreses classificades com a «altres activitats de serveis».
Dels 26 establiments de servei als particulars que hi havia el 2009, 1 era una oficina de correu, 2 tallers de reparació d'automòbils i de material agrícola, 3 paletes, 5 guixaires pintors, 4 fusteries, 5 lampisteries, 3 electricistes, 1 empresa de construcció i 2 perruqueries.
Dels 2 establiments comercials que hi havia el 2009, 1 era una botiga de menys de 120 m² i 1 una fleca.
L'any 2000 a Lucenay hi havia 33 explotacions agrícoles que ocupaven un total de 374 hectàrees.

## Equipaments sanitaris i escolars
El 2009 hi havia una escola elemental.

## Poblacions més properes
El següent diagrama mostra les poblacions més properes.